# Síndico de Arán
El síndico de Arán es el jefe de la administración propia de la comarca española del Valle de Arán. Este cargo fue creado a raíz de la ley 16/1990 de 13 de julio, sobre el Régimen Especial del Valle de Arán. Convoca y preside el Consejo General de Arán (en aranés: Conselh Generau d'Aran), tiene la representación legal y ejerce todas las atribuciones que el pleno le delega y que no corresponden a este último. Es el presidente nato de todos los órganos colegiados y de las sociedades y empresas dependientes del Consejo.
El síndico es elegido por los Consejeros Generales, entre ellos, en la sesión constitutiva del Consejo General. Para ser elegido, el candidato tiene que obtener la mayoría absoluta en la primera votación o la mayoría simple en la segunda. En caso de empate, se procede a una tercera votación y si en esta se repite el empate es elegido el candidato del partido, la coalición, federación o agrupación que haya obtenido más consejeros generales. Si persiste el empate, se elige el candidato del grupo que más votos haya obtenido en el conjunto del Valle de Arán.

## Competencias
- Representar al Consejo General.
- Convocar las sesiones del Consejo General y fijar la orden del día, en la que se ha de incluir los informes de la Comisión de Oyentes de Cuentas y, si es necesario, las propuestas de los órganos competentes.
- Presidir las sesiones del Consejo, moderar los debates y dirimir los empates con voto de calidad.
- Delegar sus funciones en los consejeros cuando lo crea pertinente.
- Ejercer la dirección superior del personal.
- Presidir subastas y concursos.
- Ordenar los pagos.
- Impulsar y supervisar la actividad de los diferentes órganos del Consejo y de los servicios de su competencia.
- Velar por el cumplimiento de las leyes y los reglamentos en el territorio del Valle de Arán.
- Ejercer acciones judiciales y administrativas en caso de urgencia.
- Ordenar la publicación de acuerdos del Consejo General.
- Las que le atribuyan las Leyes o las que expresamente le delegue el Pleno del Consejo General.
- Cualquier otra que no esté reservada al Pleno General.

## Listado de síndicos
| Legislatura | Síndico de Arán | Síndico de Arán | Síndico de Arán                                | Inicio del mandato    | Fin del mandato       | Partido                          |
| ----------- | --------------- | --------------- | ---------------------------------------------- | --------------------- | --------------------- | -------------------------------- |
| I (1991)    |                 |                 | Maria Pilar Busquets Consejera por Quate Lòcs  | 17 de junio de 1991   | 12 de julio de 1993   | Convergència Democràtica Aranesa |
| I (1991)    |                 |                 | Amparo Serrano Iglesias Consejera por Castièro | 12 de julio de 1993   | 7 de junio de 1995    | Unión Democrática Aranesa        |
| II (1995)   |                 |                 | Carlos Barrera Sánchez Consejero por Castièro  | 7 de junio de 1995    | 18 de junio de 2007   | Convergència Democràtica Aranesa |
| III (1999)  |                 |                 | Carlos Barrera Sánchez Consejero por Castièro  | 7 de junio de 1995    | 18 de junio de 2007   | Convergència Democràtica Aranesa |
| IV (2003)   |                 |                 | Carlos Barrera Sánchez Consejero por Castièro  | 7 de junio de 1995    | 18 de junio de 2007   | Convergència Democràtica Aranesa |
| V (2007)    |                 |                 | Francés Boya Alòs Consejero por Quate Lòcs     | 18 de junio de 2007   | 18 de junio de 2011   | Unitat d'Aran                    |
| VI (2011)   |                 |                 | Carlos Barrera Sánchez Consejero por Castièro  | 18 de junio de 2011   | 18 de junio de 2019   | Convergència Democràtica Aranesa |
| VII (2015)  |                 |                 | Carlos Barrera Sánchez Consejero por Castièro  | 18 de junio de 2011   | 18 de junio de 2019   | Convergència Democràtica Aranesa |
| VIII (2019) |                 |                 | Francés Boya Alòs Consejero por Quate Lòcs     | 18 de junio de 2019   | 29 de octubre de 2020 | Unitat d'Aran                    |
| IX (2023)   |                 |                 | Maria Vergés Pérez Consejera por Castièro      | 29 de octubre de 2020 | Actualidad            | Unitat d'Aran                    |